# Herminia grisealis
Herminia grisealis — вид лускокрилих комах з родини еребід (Erebidae).

## Поширення
Вид поширений в Європі та Північній Азії на схід до Японії. Трапляється в листяних і змішаних лісах, живоплотах, чагарникових заростях і парках.

## Опис
Розмах крил 24–28 мм. Довжина передніх крил 11–13 мм. Крила сірувато-коричневі з трьома темнішими лініями. Верхня і нижня лінії прямі або злегка вигнуті, а середня хвилеподібна.
Личинка чорнувато-сіра, з дорсальним рядом чорних трикутників, обрамлених ззаду жовтувато-сірими та чорними бічними косими смугами.

## Спосіб життя
Імаго літають з початку травня до середини серпня. Активні під час сутінок. Личинки живляться листям різноманітних чагарників або дерев, таких як дуб, вільха, береза, глід, черемха, терен тощо, а також опалим листям.